# Rumo
El rumo es una medida de longitud antigua, utilizada en Portugal, que equivale a 6 palmos de goa, aproximadamente 1,5 metros.
Este término aparece en varios tratados de construcción náutica portugueses de los siglos XVI y XVII. Según uno de estos tratados, Livro da fabrica das naos, escrito por Fernao de Oliveira cerca de 1580, la palabra procede etimológicamente del verbo arrumar, o acción de alojar los toneles en la bodega de un barco. En este sentido, Oliveira explica que un rumo es el espacio necesario para alojar un tonel.
Otra medidas de longitud contemporáneas y relacionadas con el rumo son:
- La goa o covado real, que equivale a 3 palmos de goa
- El palmo de goa, que equivale a un palmo de vara más la distancia del pulgar hasta la primera articulación, aproximadamente 25cm.
- El palmo, palmo de vara, palmo redondo, o palmo común, que era la distancia en la mano extendida desde la punta del meiñique hasta la punta del pulgar, equivalente aproximadamente a 21cm.
- La vara, equivalente a 4 palmos o 3 pies.
- La braza, equivalente a 2 varas o 6 pies, aproximadamente 1,68 m.

- Datos: Q16626899